# Аирали (Торино)
Ајрали (итал. Airali) је насеље у Италији у округу Торино, региону Пијемонт.
Према процени из 2011. у насељу је живело 6171 становника. Насеље се налази на надморској висини од 472 м.